# Maria Kemenceji
Maria Kemenceji (născută Merciuc; n. 28 decembrie 1959, Vulcănești, URSS) este o sportivă din Republica Moldova.

## Carieră
A studiat la Colegiul de Educație Fizică din Donețk, RSSU, absolvindu-l în 1977, după care a urmat cursuri la Institutul Pedagogic „Ion Creangă” din Chișinău, până în 1985. Lucrează ca profesoară la Colegiul Republican de Fizică din Chișinău în anii 1986-1988.
Practică atletismul din 1971, când avea 12 ani. A fost antrenată la Donețk de antrenorii Boris Petrov (1971-1973) și Vasili Soloviov (1973-1978) și la Chișinău de Eugeniu Proșin (1979-1984). Se specializează în probele de 50 m, 80 m, 100 m, 200 m, 800 m (plat și garduri) și pentatlon. Participă la competiții internaționale, acumulând în palmares locul III la 100 m garduri la Campionatul European de Juniori din 1977 (Donețk), locul II la proba 50 m garduri la Campionatul European în sală din 1981 (Grenoble, Franța), locul I la Campionatul URSS din 1981⁠(d) (Moscova, URSS), Cupa Europei din 1981 (Norvegia), Competițiile URSS–SUA din 1982 (Indianapolis, SUA), Campionatele URSS din 1982⁠(d) (Kiev) și 1984⁠(d) (Donețk), locul II la Universiada de vară din 1981 (București, România), titlul de multiplă campioană a RSSM.
Ea deține recordurile naționale ale Moldovei în probele de 100 m garduri, 4x100 m si 60 m garduri în sală.
A fost decorată cu titlul de Maestru al sportului de categorie internațională. În 2000 a obținut cetățenia rusă. Către anul 2000, locuia la Moscova.

## Realizări
| An   | Competiție                               | Locație                   | Loc | Eveniment     | Note  |
| ---- | ---------------------------------------- | ------------------------- | --- | ------------- | ----- |
| 1977 | Campionatul European de Juniori (sub 19) | Donețk, Uniunea Sovietică | 3   | 100 m garduri | 13,71 |
| 1977 | Campionatul European de Juniori (sub 19) | Donețk, Uniunea Sovietică | 5   | pentatlon     | 4059  |
| 1981 | Campionatul European în sală             | Grenoble, Franța          | 2   | 50 m garduri  | 6,80  |
| 1981 | Universiada                              | București, România        | 2   | 100 m garduri | 13,13 |
| 1982 | Campionatul European în sală             | Milano, Italia            | 6   | 60 m garduri  | 8,64  |
| 1982 | Campionatul European                     | Atena, Grecia             | 5   | 100 m garduri | 12,85 |

## Recorduri personale
| Probă                | Performanță | Dată              | Locație        |
| -------------------- | ----------- | ----------------- | -------------- |
| 100 m garduri        | 12,81 s RN  | 26 iunie 1982     | Cottbus        |
| 4x100 m              | 45,54 s RN  | 8 septembrie 1985 | Dnipropetrovsk |
| 60 m garduri în sală | 8,07 s RN   | 20 februarie 1982 | Moscova        |